# Keude Meukek
Keude Meukek is een bestuurslaag in het regentschap Aceh Selatan van de provincie Atjeh, Indonesië. Keude Meukek telt 829 inwoners (volkstelling 2010).